# Понтедера (футбольный клуб)
«Понтедера» (итал. Unione Sportiva Città di Pontedera) — итальянский футбольный клуб из одноимённого города. Клуб выступает в Высшем дивизионе Профессиональной лиги — третьем по силе дивизионе чемпионата Италии. Основан в 1912 году, домашние матчи проводит на стадионе «Этторе Мануччи», вмещающем 5 014 зрителей. «Понтедера» никогда в своей истории не поднималась в Серию А и в Серию Б. В третьем дивизионе итальянского футбола клуб провёл в общей сложности 19 сезонов, в сезоне 2013/14 «Понтедера» заняла восьмое место в своей группе и попала в плей-офф за выход в Серию Б, но уступила в первом же раунде клубу «Лечче».